# Kurva

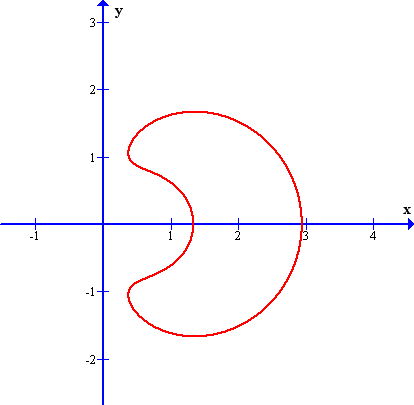
En enkel sluten kurva i planet

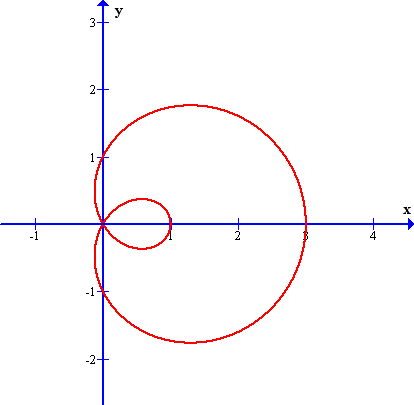
En sluten kurva som inte är enkel

En kurva är ett begrepp inom geometri och matematisk analys. En kurva {\displaystyle \gamma } är en kontinuerlig avbildning från ett intervall I av de reella talen till ett topologiskt rum. Kurvan sägs vara sluten om {\displaystyle I=[a,b]} och {\displaystyle \gamma (a)=\gamma (b)}, det vill säga formad så, att om man åker längs kurvan återkommer man dit man startade. Om kurvan dessutom är injektiv på intervallet {\displaystyle [a,b)} sägs den vara enkel. Det innebär att den inte skär sig själv.
Exempel på slutna kurvor är cirklar och ellipser. En kurva som är både sluten och enkel säges helt enkelt vara en enkel sluten kurva, eller en Jordankurva. Enligt Jordans kurvsats delar en sådan kurva in ett plan i två delar; en inre och en yttre del.
I exempelvis komplex analys talar man om positiva respektive negativa leder runt enkla slutna kurvor. Genom avbildningen {\displaystyle \gamma :[a,b]\to \mathbb {C} } definieras en riktning på kurvan. Riktningen sägs vara i positiv led om den går ett varv moturs runt varje punkt som kurvan omsluter. Ett exempel på en kurva som går i positivt led är {\displaystyle e^{i\theta }} då {\displaystyle \theta } går från 0 till {\displaystyle 2\pi }. Kurvintegraler över en enkel sluten kurva i det komplexa planet byter tecken om man byter riktning.